# Karsza (Dagestan)
Karsza (ros. Карша) – wieś w Rosji, w Dagestanie, w rejonie akuszyńskim. W 2021 liczyła 1276 mieszkańców, głównie Dargijczyków.